# Красная Шапочка находит труп
«Красная Шапочка находит труп» («Красная Шапочка выходит на след»; яп. 赤ずきん、旅の途中で死体と出会う) — японский криминальный фильм-сказка режиссёра Юити Фукуды (яп. 福田雄一). Экранизация одноимённой книги японского писателя Айто Аояги (яп. 青柳碧人) с героями произведений Шарля Перро и братьев Гримм. Премьера фильма состоялась 19 сентября 2023 года.
Фильм снят кинокомпанией Netflix.

## Сюжет
В детективном фильме время играет важную роль. Колокол часовой башни отбивает время каждый час.
Красная Шапочка идёт в Шпенгаген через лес и в 16:00 встречает ведьму Барбару, которая сообщает, что в Королевстве Лунного Света самое главное — красота. Барбара безуспешно пытается с помощью колдовства сделать красивой обувь Красной Шапочки. Затем Красная Шапочка встречает Золушку. Золушка хоронит голубя, за которым ухаживала, его убила её сестра Марго. Барбара наколдовывает им красивые платья, карету, превращает мышь в кучера Поля и отдаёт свою обувь босой Золушке, а фея Текла превращает их обувь в хрустальные туфли. Магия Барбары действует до полуночи, а Теклы — 24 часа. По дороге на бал, в 18:00, карета наехала на стилиста Ганса. Красная Шапочка видит грязь на одежде погибшего и заявляет, что он был уже мёртв, когда на него наехала карета.
На балу принц Жильбер должен выбрать себе невесту. Король Бовелл говорит сыну, чтобы он не вспоминал о сбежавшей горничной Реми. Принц пригласил на танец Золушку. В это время канцлер доложил королю о смерти Ганса, и тот остановил бал. Все гости бала подозреваются в убийстве. В 23:00 королю доложили, что были проверены все кареты, но следов крови не обнаружено, однако в доме Ганса солдаты обнаружили точильный камень со следами крови и коллекцию длинных волос. По данным экспертизы, он умер между 13:00 и 15:00. Подозреваемыми стали 5 женщин с короткой стрижкой, среди них Анна, сестра Золушки.
Красная Шапочка опровергла предположение канцлера о их виновности и начала своё расследование. Подозреваемая Анна рассказала, что стилист Ганс предложил сделать ей короткую стрижку, так как принцу нравятся женщины с короткими волосами. Остальные подозреваемые это подтвердили. Выяснилось, что Ганс угрожал принцу Жильберу донести королю о том, что принц выбросил корону после исчезновения Реми. За молчание потребовал королевское зеркало. Подозреваемым стал принц, не отдавший зеркало. Его арестовали.
В зал пришла нищенка, которая заявила, что видела принца на Холме с прекрасным видом. Король предположил, что у принца есть алиби, но Изабелла, мачеха Золушки, заявила, что нищенке нельзя доверять из-за её внешнего вида. Красная Шапочка обнаружила на полу шип ежевики, упавший с одежды принца и доказала его алиби. Жильбер был освобождён. Часы бьют полночь. Красная Шапочка и Золушка убегают из дворца, по дороге Золушка падает и теряет хрустальную туфельку, которую находит принц.
Золушка привела Красную Шапочку к себе домой. Красная Шапочка возле дома встретила Марго, за которой гнались солдаты. Марго рассказала Красной Шапочке, что она убила Ганса. Марго не помнит, как она убивала, потому что её саму дважды кто-то ударил по голове. Когда она очнулась, то увидела труп Ганса, а в её руке был окровавленный точильный камень. Марго решила выдать убийство за несчастный случай. Она положила труп на тележку, отвезла к дороге и сбросила его перед проезжавшей каретой. Красная Шапочка сдала Марго патрулю, сказав, что она созналась в убийстве. Затем она подобрала каблук хрустальной туфли, потерянный Марго. Подошедшему канцлеру она призналась, что оклеветала Марго за её жестокость, и попросила отвести в дом Ганса. На полу в доме Ганса обнаружила капли крови, которым больше года. При очередном ударе колокола часовой башни она догадалась, кто убийца.
Красная Шапочка доказала вину Золушки, и та созналась в убийстве.
Фильм со счастливым концом: принц женился на Реми. Красная Шапочка продолжила путь в Шпенгаген.
Рассказчик обещает зрителю, что он ещё встретится с Красной Шапочкой.

## В ролях
| Актёр                              | Роль                             |
| ---------------------------------- | -------------------------------- |
| Канна Хасимото                     | Красная Шапочка                  |
| Юко Араки                          | Золушка                          |
| Таканори Ивата (яп. 岩田剛典)      | принц Жильбер                    |
| Дзиро Сато (яп. 佐藤二朗)          | король Бовелл                    |
| Томохару Хасэгава (яп. 長谷川朝晴) | канцлер лорд Чемберлен           |
| Масаки Кадзи (яп. 加治将樹)        | королевский стилист Ганс         |
| Мидорико Кимура (яп. キムラ緑子)   | ведьма Барбара                   |
| Мирэи Киритани (яп. 桐谷美玲)      | фея Текла                        |
| Мики Мая (яп. 真矢ミキ)            | мачеха Изабелла (в синем платье) |
| Нацуна Ватанабэ (яп. 夏菜)         | сестра Анна (в зелёном платье)   |
| Юми Вакацуки (яп. 若月佑美)        | сестра Марго (в жёлтом платье)   |
| Цуёси Муро (яп. ムロツヨシ)        | кучер Поль                       |
| Мидзуки Ямамото (яп. 山本美月)     | нищенка Реми                     |
| Ацухиро Инукай                     | охранник лестницы во дворец      |
| Нодзоми Мураока (яп. 村岡希美)     | рассказчик                       |

## Съёмки
Изначально планировалось снять сериал, однако отснятый материал был перемонтирован в двухчасовой полнометражный фильм.

## Критика
Фильм получил смешанные отзывы.
Критики считают, что фильм очень затянут, а все события развиваются в трёх локациях, при этом отмечают красивые наряды и декорации.